# Sigmund Sinding
Sigmund Sinding, född den 23 maj 1875 i München, död den 3 mars 1936 i Nesodden,, var en norsk målare, son till Otto Sinding, far till Tore Sinding.
Sinding studerade från 1890 i Berlin och en kort tid i Paris samt i Norge för Werenskiold med flera. Han gjorde djupa studier efter gamla mästare, bland andra Botticelli och Velasquez. Hans målningar - historiska kompositioner, landskap, porträtt - är hållna i mörk kolorit och äger stark personlig stämning. Sinding är representerad i Kristiania nationalgalleri. Han utgav 1911 berättelsen Sorte traade.